# James Clement Boswell
James Clement Boswell (Halifax, 1826 – Parigi, 1º maggio 1859) è stato un circense inglese.

## Biografia
Boswell, di cui non si conosce con esattezza la località di nascita, anche se alcune fonti la indicano in Halifax, si mise in evidenza soprattutto come clown e acrobata.
Fu considerato l'erede di Thomas Kemp (1819-1955), uno dei primissimi clown, che allietò il pubblico francese con i suoi show divertenti e spettacolari.
Boswell si caratterizzò per la sua mimica allusiva, per le sue espressioni facciali drammatiche, tipiche dei clown d'oltremanica, per la sua forza e agilità, per i suoi lazzi originali ed efficaci.
Tra i suoi numeri più importanti, si ricordano quello eseguito al Circo Franconi, durante il quale divertiva i parigini parodiando, in costumi da scudiero, il monologo dell'Amleto recitando alcuni versi ad una graziosa cavallerizza, oppure indossando una parrucca rossa e agitando due enormi nacchere, una danzatrice gitana.
Inoltre si dimostrò abile nell'eseguire un equilibrio di testa sopra una pertica, mentre cani e scimmie da lui ammaestrati, gli danzavano attorno. La pertica in origine era una scala sulla quale lui saliva e a mano a mano ne staccava i pioli e arrivato in cima anche uno dei montanti.
Morì a causa di una congestione cerebrale, provocata da questo insolito esercizio. Secondo alcuni cronisti morì subito dopo l'esercizio, secondo altri dopo un mese di agonia, vegliato dal suo cane.
Anatole France disse di lui: «Boswell aveva definitivamente istituito in Francia la pasquinata d'oltremanica, introdotta dal suo predecessore Kemp, un altro burlone morto di nostalgia».